# By All Means Necessary
By All Means Necessary é o segundo álbum de estúdio do grupo de hip hop americano Boogie Down Productions, lançado em 31 de maio de 1988 pela Jive Records. Após o assassinato em 1987 do produtor e DJ Scott La Rock, o MC KRS-One afastou-se dos temas violentos que dominaram o álbum de estréia do grupo, Criminal Minded, e começou a escrever músicas socialmente conscientes usando o apelido Professor.
O álbum, que exibe uma produção minimalista acompanhada de batidas de tambores, aborda questões sociais que incluem corrupção do governo e da polícia, envolvimento do governo no comércio de drogas e violência na cena do hip hop.
A partir de 25 de setembro de 1989, o álbum foi certificado ouro em vendas pela Recording Industry Association of America (RIAA). Tanto a capa do álbum, representando KRS-One, quanto o título do álbum fazem referência a Malcolm X. A arte de capa do álbum é uma referência à foto icônica de Malcolm X que atravessa sua janela enquanto segura um rifle de carabina M1. O título do álbum é uma modificação da famosa frase de Malcolm X "By Any Means Necessary".

## Faixas
- Todas as faixas foram escritas, produzidas e realizadas por KRS-One.

| N.º            | Título              | Duração |  |
| 1.             | "My Philosophy"     | 5:41    |  |
| 2.             | "Ya Slippin'"       | 4:56    |  |
| 3.             | "Stop the Violence" | 4:42    |  |
| 4.             | "Illegal Business"  | 5:22    |  |
| 5.             | "Nervous"           | 4:13    |  |
| 6.             | "I'm Still #1"      | 5:13    |  |
| 7.             | "Part Time Suckers" | 5:32    |  |
| 8.             | "Jimmy"             | 4:16    |  |
| 9.             | "T'Cha-T'Cha"       | 4:35    |  |
| 10.            | "Necessary"         | 2:57    |  |
| Duração total: | Duração total:      | 47:28   |  |